# Alpheus Baker
Alpheus Baker (28 mai 1828 - 21 octobre 1891) est un brigadier général de l'armée des États confédérés pendant la guerre de Sécession.

## Biographie
Né en Caroline du Sud, Baker est instituteur, et pratique le droit avant de partir pour l'Alabama. Lorsque l'Alabama fait sécession de l'Union, Baker s'engage en tant que capitaine dans les Eufaula Rifles, avant d'être transféré dans le 1st Alabama Infantry, où il stationne brièvement à Pensacola, en Floride, avant d'être envoyé dans le Tennessee à la fin de 1861.
Élu colonel par un régiment mixte de soldats de l'Alabama, du Mississippi et du Tennessee en 1862, son unité combat lors de la bataille de New Madrid, où il est par la suite fait prisonnier. Libéré dans un échange de prisonniers en quelques mois, Baker reçoit le commandement du 54th Alabama Infantry, qu'il conduit au cours des batailles de Vicksburg et de Champion's Hill où il est grièvement blessé. Après son rétablissement, Baker prend le commandement d'une brigade de l'Alabama, et est promu brigadier général le 5 mars 1864. Plus tard, en participant à la campagne d'Atlanta, il est de nouveau blessé à la bataille d'Ezra Church. Réaffecté au département du Golfe, Baker conduit sa brigade dans les défenses de Mobile jusqu'à ce que la ville tombe en avril 1865.
Selon ses dernières volontés, Baker est enterré auprès de ses soldats dans le cimetière de Cave Hill à Louisville, au Kentucky, au moment de sa mort. Un espace vide a été réservé en son honneur parmi les sépultures des prisonniers de guerre confédérés qui ont été détenus dans le camp de prisonniers de Louisville.